# Вьетнамский кинофестиваль
Вьетнамский кинофестиваль (вьет. Liên hoan phim Việt Nam) — национальный кинофестиваль, проводимый с 1970 года в Северном Вьетнаме, а затем с 1977 года в объединённом Вьетнаме Министерством культуры, спорта и туризма Вьетнама. Проводится регулярно, раз в два-три года.
В отличие от Международного вьетнамского кинофестиваля «Вьетфильмфест», Вьетнамский кинофестиваль проводится только во Вьетнаме.

## История
Первый Вьетнамский кинофестиваль был проведён в Ханое с 18 по 25 августа 1970 года по инициативе Министерства культуры Северного Вьетнама под девизом: «Во имя родины и социализма - для развития национального кинематографа».
Четвёртый Вьетнамский кинофестиваль состоялся в 1977 году, на следующий год после объединения Северного Вьетнама с Южным Вьетнамом, в бывшей столице Южного Вьетнама - городе Сайгоне, переименованном в 1975 году в Хошимин.
Фестивали проходили в следующих вьетнамских городах:
| Фестиваль                      | Год  | Город         |
| ------------------------------ | ---- | ------------- |
| 1-й Вьетнамский кинофестиваль  | 1970 | Ханой         |
| 2-й Вьетнамский кинофестиваль  | 1973 | Ханой         |
| 3-й Вьетнамский кинофестиваль  | 1975 | Хайфон        |
| 4-й Вьетнамский кинофестиваль  | 1977 | Хошимин       |
| 5-й Вьетнамский кинофестиваль  | 1980 | Ханой         |
| 6-й Вьетнамский кинофестиваль  | 1983 | Хошимин       |
| 7-й Вьетнамский кинофестиваль  | 1985 | Ханой         |
| 8-й Вьетнамский кинофестиваль  | 1988 | Дананг        |
| 9-й Вьетнамский кинофестиваль  | 1990 | Нячанг        |
| 10-й Вьетнамский кинофестиваль | 1993 | Хайфон        |
| 11-й Вьетнамский кинофестиваль | 1996 | Ханой         |
| 12-й Вьетнамский кинофестиваль | 1999 | Хюэ           |
| 13-й Вьетнамский кинофестиваль | 2001 | Винь          |
| 14-й Вьетнамский кинофестиваль | 2004 | Буонметхуот   |
| 15-й Вьетнамский кинофестиваль | 2007 | Намдинь       |
| 16-й Вьетнамский кинофестиваль | 2009 | Хошимин       |
| 17-й Вьетнамский кинофестиваль | 2011 | Туихоа        |
| 18-й Вьетнамский кинофестиваль | 2013 | Халонг        |
| 19-й Вьетнамский кинофестиваль | 2015 | Хошимин       |
| 20-й Вьетнамский кинофестиваль | 2017 | Дананг        |
| 21-й Вьетнамский кинофестиваль | 2019 | Бариа-Вунгтау |

## Программа
В программе фестиваля могут участвовать фильмы следующих категорий:
- Художественные фильмы
- Документальные фильмы
- Научно-популярные фильмы
- Фильмы для детей
- Анимационные фильмы

Начиная с 9-го Вьетнамского кинофестиваля 1990 года в программе появилась новая категория:
- Видеофильмы

## Жюри
Жюри фестиваля группируется по 7-11 человек для следующих категорий:
- Художественные фильмы
- Документальные и научно-популярные фильмы
- Детские и анимационные фильмы

Существует также отдельное детское жюри.

## Призы
Главные призы:
- «Золотой Лотос» (вьет. Bông sen vàng)
- «Серебряный Лотос» (вьет. Bông sen bạc)
- Специальный приз жюри

Премии:
- За лучшую режиссёрскую работу
- За лучший сценарий
- За лучшую операторскую работу
- За лучшую музыку к фильму
- За лучшую звукооператорскую работу
- За лучшее художественное оформление фильма
- Лучшему актёру главной роли
- Лучшей актрисе главной роли
- Лучшему актёру второго плана
- Лучшей актрисе второго плана

и др.

## Лауреаты

### Золотой Лотос
| Фестиваль | Год  | Художественный фильм |
| --------- | ---- | --- |
| 1-й       | 1970 | «Нгуен Ван Чой» / Nguyễn Văn Trỗi «Молодой боец» / Người chiến sỹ trẻ «Буря поднимается» / Nổi gió |
| 2-й       | 1973 | «На берегах одной реки» / Chung một dòng sông «Белоглазая птичка» / Con chim vành khuyên «Дорога домой» / Đường về quê mẹ «Сестренка Ты Хау» / Chị Tư Hậu «История супругов Лык» / Truyện vợ chồng Anh Lực |
| 3-й       | 1975 | «Мы встретимся снова» / Đến hẹn lại lên «Девочка из Ханоя» / Em bé Hà Nội |
| 4-й       | 1977 | «Августовская звезда» / Sao tháng Tám |
| 5-й       | 1980 | «Опустошённое поле» / Cánh đồng hoang «Когда мамы нет дома» / Mẹ vắng nhà «Знакомые лица» / Những người đã gặp                                                                                             |
| 6-й       | 1983 | «Городок в наших руках» / Thị xã trong tầm tay «В краю песков и ветров» / Về nơi gió cát |
| 7-й       | 1985 | «Когда начнётся десятый месяц» / Bao giờ cho đến tháng Mười «Далеко и близко» / Xa và gần |
| 8-й       | 1988 | «Старший и младший» / Anh và em «Сказка для семнадцатилетних» / Truyện cổ tích cho tuổi mười bảy |
| 9-й       | 1990 | приз не присуждался |
| 10-й      | 1993 | «Горький вкус любви» / Vị đắng tình yêu |
| 11-й      | 1996 | приз не присуждался |
| 12-й      | 1999 | «Перекрёсток Донглок» / Ngã ba Đồng Lộc |
| 13-й      | 2001 | «Песок жизни» / Đời cát «Сезон гуайявы» / Mùa ổi |
| 14-й      | 2004 | «Женщина-лунатик» / Người đàn bà mộng du |
| 15-й      | 2007 | «Ханой, Ханой» / Hà Nội, Hà Nội |
| 16-й      | 2009 | «Не сжигай это» / Đừng đốt |
| 17-й      | 2011 | приз не присуждался |
| 18-й      | 2013 | «Создатели легенды» / Những người viết huyền thoại «Скандал. Тайны красной ковровой дорожки» / Scandal: Bí mật thảm đỏ                                                                                     |
| 19-й      | 2015 | «Жёлтые цветы на зелёной траве» / Tôi thấy hoa vàng trên cỏ xanh |
| 20-й      | 2017 | «Мне нет 18» / Em chưa 18 |
| 21-й      | 2019 | Шонгланг / Song lang |